# Mary Gentle
Mary Rosalyn Gentle (* 1956 in Sussex, England) ist eine britische Schriftstellerin, die in den Genres Fantasy und Science-Fiction schreibt.
Mary Gentle kam 1956 in Sussex zur Welt. Als sie mit 16 Jahren die Schule verließ, arbeitete sie in verschiedenen Nebentätigkeiten, bevor sie im Jahre 1979 freie Schriftstellerin wurde. 1981 studierte sie an der Universität in Bournemouth die Fächer Politikwissenschaften, Anglistik und Geographie und anschließend am Goldsmiths College die Fächer Anglistik und Geschichtswissenschaft. Nachdem sie ihr Studium erfolgreich abgeschlossen hatte, machte sie 1995 noch ihren Master am Kings College in dem Bereich Kriegswissenschaften. Gentle lebt mit ihrem Partner Dean Wayland in Stevenage.

## Werke
KDA = keine deutsche Ausgabe

### Chronik von Carrick V der Botschafterin Lynne de Lisle Christie (Orthe-Zyklus)
- 1983 Golden Witchbreed (deutsch: Goldenes Hexenvolk (1985, ISBN 3-453-31267-8)) (Science-Fiction)
- 1983 The Crystal Sunlight, The Bright Air (deutsch: Das kristallene Sonnenlicht, die helle Luft) (Kurzgeschichte)
- 1987 Ancient Light (deutsch: Altes Licht (1991, ISBN 3-453-04993-4)) (Science-Fiction)

### Rat Lords
- Herr der Ratten, 1996, ISBN 3-453-09476-X, Rats and Gargoyles, 1991
- The Architecture of Desire, 1991 (KDA)
- Left to His Own Devices, 1994 (KDA)

### White Crow & Casaubon-Zyklus
Fantasy-Zyklus
- 1989 Beggars in Satin (Novellette) (KDA)
- 1989 The Knot Garden (Novellette) (KDA)
- 1990 Rats and Gargoyles (deutsch: Herr der Ratten (1996))
- 1990 Black Motley (Kurzroman)
- 1991 The Architecture of Desire (KDA)
- 1994 Left to His Own Devices (KDA), enthält neben dem Roman auch drei Erzählungen (nicht aus dem White Crow & Casaubon-Universum):
  - 'Black Motley'
  - 'What God Abandoned'
  - 'The Road to Jerusalem'

### Ash
- 1999/2000 Ash - A Secret History (Science-Fiction / alternative Geschichte mit Fantasy-Prägung), amerikanische Ausgabe in vier Bänden (deutsche Übersetzung mit äquivalenter Bandeinteilung):
  - A Secret History, 1999, (deutsch: Der blaue Löwe (2003, ISBN 3-404-20566-9))
  - Carthage Ascendant, 2000, (deutsch: Der Aufstieg Karthagos (2003, ISBN 3-404-20572-3))
  - The Wild Machines, 2000, (deutsch: Der steinerne Golem (2004, ISBN 3-404-20577-4))
  - Lost Burgundy, 2000 (deutsch: Der Untergang Burgunds (2004, ISBN 3-404-20584-7))
- The Logistics of Carthage, 2002 (Kurzroman)

### Andere Romane
- 1977 A Hawk in Silver (deutsch: Der silberne Falke (1996, ISBN 3-453-02754-X.)) (Jugendbuch, Fantasy)
- 1992 Grunts! (deutsch: Die letzte Schlacht der Orks (2003, ISBN 3-492-28533-3)) (Fantasy)
- 2003 1610: A Sundial in a Grave (deutsch: 1610 - Der letzte Alchimist (2006, ISBN 3-404-20544-8)) (alternative Geschichte/Fantasy)
- 2003 1610: A Sundial in a Grave (deutsch: 1610 - Kinder des Hermes (2006, ISBN 3-404-20537-5)) (alternative Geschichte/Fantasy)
- 2003 1610: A Sundial in a Grave (deutsch: 1610 - Söhne der Zeit (2006, ISBN 3-404-20544-8)) (alternative Geschichte/Fantasy)
- 2004 Under the Penitence

### Erzählungen
- 1983 The Harvest of Wolves (Kurzgeschichte)
- 1983 A Shadow Under the Sea (Kurzgeschichte) (Hundred Isles-Universum)
- 1983 The Pits Beneath the World (Kurzgeschichte)
- 1984 Anukazi’s Daughter (Kurzgeschichte) (Hundred Isles-Universum)
- 1985 A Sun in the Attic (Kurzgeschichte)
- 1988 The Tarot Dice (Novellette)

- 1989 Scholars and Soldiers (Erzählsammlung), enthält:
  - 'Introduction' (von Neil Gaiman)
  - 'Beggars in Satin'
  - 'The Harvest of Wolves'
  - 'The Crystal Sunlight, The Bright Air'
  - 'The Tarot Dice'
  - 'Anukazi’s Daughter'
  - 'A Sun in the Attic'
  - 'A Shadow Under the Sea'
  - 'The Pits Beneath the World'
  - 'The Knot Garden'

- 1990 Ambitions (Vignette)
- 1991 The Road to Jerusalem (Novellette) (deutsch: Die Straße nach Jerusalem [In: Heyne Science Fiction Jahresband 1998] (1998, ISBN 3-453-13330-7)
- 1992 What God Abandoned (Novellette) (spielt im Weerde-Universum, einer gemeinsam von Neil Gaiman, Mary Gentle und Roz Kaveney geschaffenen fiktiven okkulten Unterwelt)
- 1994 Human Waste (Kurzgeschichte)
- 1998 Kitsune (Kurzgeschichte)
- 1997 Orc’s Drift (gemeinsam mit Dean Wayland) (Kurzgeschichte)
- 2004 Cast a Long Shadow (Kurzgeschichte)

## Auszeichnungen
- 2000 - BSFA Award und Sidewise Award für den Roman Ash - A Secret History.